# Atacadão Maroc
Atacadão Maroc (ancien Metro Maroc) est une enseigne marocaine spécialisée dans la grande distribution, notamment dans la vente en gros aux professionnels, créée en 1991 comme filiale de l’enseigne allemande Metro Cash and Carry et filiale depuis 2010 du groupe marocain Groupe Label'Vie.

## Historique
Depuis août 1991, date d’ouverture de son premier entrepôt Metro à Casablanca, la société avait consolidé sa présence sur le marché marocain en ouvrant de nouveaux points, notamment à Fès, Agadir, Tanger et Oujda. Les magasins du groupe étaient appelés des entrepôts.
Le 20 novembre 2010, l'enseigne a été rachetée par Label'Vie, et les différents magasins ont été renommés progressivement en Atacadão (cette dénomination d'enseigne, Atacadão, provient d'une acquisition faite par Carrefour au Brésil),. De nouveaux magasins sont ensuite implantés dans les années 2010, renforçant encore le poids de cette enseigne dans la grande distribution marocaine,,.

## Liste des hypermarchés
- Hypermarché Casablanca - Ain Sebaâ (6500 m2)
- Hypermarché Salé (1992)
- Hypermarché Fès (1993)
- Hypermarché Sidi Kacem
- Hypermarché Agadir (2000)
- Hypermarché Marrakech (2003 - 5.800 m²)
- Hypermarché Tanger (2007 - 7.500 m²)
- Hypermarché Oujda (2008 - 7.500 m²)
- Hypermarché Fkih Ben Saleh
- Hypermarché Taza  (2014 - 3.200 m²)
- Hypermarché Meknès (2016 - 4.200 m²)
- Hypermarché Kenitra (2021 - 3.000 m²)
- Hypermarché Tit Mellil (2022 - 2.950 m²)

## Identité visuelle

Ancien logo de 1991 à 2010
Logo depuis 2010